# Stemschroef

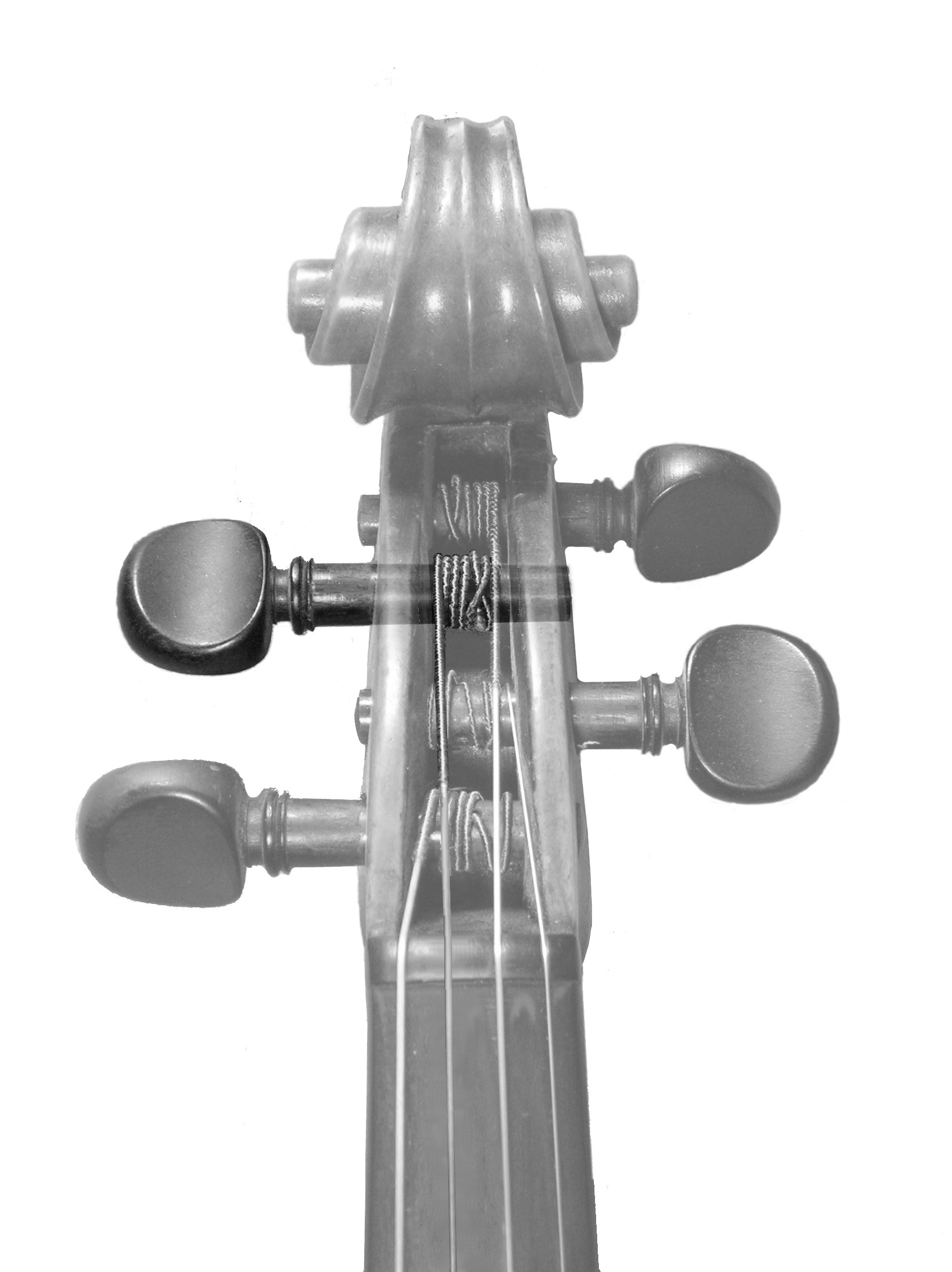
Stemschroef van een viool

Een stemschroef is onderdeel van een mechanisme om snaren te spannen. Je vindt ze op onder andere een gitaar, een piano, een viool en een contrabas.
Elke snaar zit aan de ene kant vast aan de brug en aan de andere kant aan de stemschroef. Met de schroef wordt de snaar op de juiste toonhoogte gestemd.